# Señorío de Híjar
El señorío de Híjar fue un señorío jurisdiccional que en su apogeo comprendía los pueblos de Híjar, Urrea de Híjar, La Puebla de Gaén, La Puebla de Albortón, Lécera, Belchite y Almonacid de la Cuba. 
Fue creado por Jaime I de Aragón para su hijo natural Pedro Fernández el 20 de abril de 1268 y sobrevivió hasta que en 1483 fue convertido en el ducado de Híjar, como base territorial de la Casa de Híjar.

## Historia
La fundación de este señorío jurisdiccional seguía la tradición de los reyes de Aragón de crear infantados para sus hijos bastardos, dándoles importantes beneficios en rentas señoriales, tierras, villas y castillos. El primer señor, Pedro Fernández, era hijo de Jaime I con Berenguela Fernández y recibió inicialmente Buñol en el recientemente conquistado reino de Valencia. Sin embargo, en 1268 el rey le cambió Buñol por Híjar, que había tomado tras pleitos con los Ximénez de Urrea. 
Pedro tomó como apellido Fernández de Híjar y como residencia el castillo de la localidad. Fundó además en el término de Híjar el pueblo de La Puebla de Gaén con moriscos cerca del despoblado de Gaén.
Pedro Fernández de Híjar y Gil, segundo señor de Híjar, agregó al señorío por matrimonio la mitad de la villa de Belchite y de La Puebla de Albortón. Este, su hijo Alfonso Fernández de Híjar y su nieto Pedro Fernández de Híjar, desarrollaron la localidad de Híjar, fundado iglesias (una de las cuales fue ascendida a colegiata), un hospital y dotándola de una feria. 
Juan Fernández de Híjar y Centelles, el Orador, quinto señor de Híjar, fue embajador, consejero y mayordomo de Alfonso V de Aragón, el "Magnánimo". En mayo de 1431 dicho rey le donó Lécera y Vinaceite, confiscados a Federico de Luna y su seguidor Fernando de Sesé, y en febrero de 1432 la reina María le vendió las mitades que no controlaba de Belchite y La Puebla de Albortón así como Almonacid por valor de 16.000 florines, una cantidad muy importante que aumentó con otros 16.000 para pagar la carta de gracia (derecho de recompra) antes de los tres años. Por estas deudas acumuladas cedió Vinaceite a Luis de Coscó en 1438 por 4.200 florines de oro, manteniendo una opción de recompra. Con el incremento territorial Juan Fernández de Híjar consolidó a la casa de Híjar como una de las casas nobiliarias más importantes de Aragón.
Su hijo Juan Fernández de Híjar y Cabrera aprovechó la guerra civil entre Juan II de Aragón y su hijo mayor, el príncipe de Viana, apropiándose de Aliaga y Castellote (de la Orden del Hospital) y Alcañiz (de la Orden de Calatrava) en nombre del príncipe mientras el rey tomaba Lécera. Volvió al partido real a cambio de la legalización de sus conquistas como conde de Aliaga y el señor de Castellote (luego unidos como ducado de Aliaga y Castellote), lo que generó un largo pleito con las órdenes religiosas. Estas terminaron ganando la disputas por lo que Fernando II de Aragón elevó en compensación el señorío de Híjar a ducado en 1483, del que se escindiría Lécera como ducado propio y luego Belchite como condado propio. 
Sus sucesores inmediatos siguieron sin embargo reclamando el título de duque de Aliaga en vez del nuevo título ducal de Híjar y paso de la serie de señores de Híjar a la serie ducal de Híjar no se consolidó hasta que Juan Francisco Fernández de Híjar y Fernández de Heredia logró la confirmación de Felipe II de España en 1599.

## Lista de señores de Híjar
|                      | Titular                                       | Periodo              |
| Creación por Jaime I | Creación por Jaime I                          | Creación por Jaime I |
| -------------------- | --------------------------------------------- | -------------------- |
| I                    | Pedro Fernández de Híjar                      | 1268-1299            |
| II                   | Pedro Fernández de Híjar y Gil El Señalero    | 1299-1318            |
| III                  | Alfonso Fernández de Híjar y Anglesola        | 1318-1340            |
| IV                   | Pedro Fernández de Híjar y Alagón             | 1340-1383            |
| V                    | Alfonso Fernández de Híjar y Cornel.          | 1383-1400            |
| VI                   | Juan Fernández de Híjar y Centelles El Orador | 1400-1456            |
| VII                  | Juan Fernández de Híjar y Cabrera             | 1456-1491            |